# Lequitura (Ort)
Lequitura ist ein osttimoresisches Dorf im Suco Lequitura (Verwaltungsamt Aileu, Gemeinde Aileu).

## Geographie und Einrichtungen
Lequitura liegt an der Nordgrenze der Aldeia Lequitura, auf einer Meereshöhe von 1518 m, an der Überlandstraße von Aileu in das von Lequitura fünf Kilometer entfernte Maubisse im Süden. Nördlich von Lequitura befindet sich an der Straße das Dorf Hatoleta. Im Nordosten liegen etwa einen Kilometer entfernt die Weiler Erhil, Nimtael und Mauhae, die weiter nördlich über eine kleine Straße mit der Überlandstraße verbunden sind.
In Lequitura gibt es eine Grundschule.